# Elyane Boal
Elyane Boal (sinh 26 tháng 4, 1998) là một vận động viên thể dục nhịp điệu người Cabo Verde. Cô đại diện cho quốc gia của mình tại các cuộc thi quốc tế. Cô thi đấu tại các giải vô địch thế giới, bao gồm Giải vô địch thể dục nhịp điệu thế giới 2015. Cô đã được chọn để thi đấu tại Thế vận hội Olympic 2016 được tổ chức tại Rio de Janeiro.